# Polacantha sinuosa
Polacantha sinuosa là một loài ruồi trong họ Asilidae. Polacantha sinuosa được Martin miêu tả năm 1975.